# DFB-Pokal 1982-1983
La Coppa di Germania 1982-83 fu la 40ª edizione della competizione. Iniziò il 27 agosto 1982, per terminare l'11 giugno 1983. Fu l'unica finale giocata da due squadre della stessa città: Colonia. Nel dettaglio l'Colonia sconfisse il Fortuna Köln 1 – 0.

## Primo turno
| Squadra 1          | Risultato   | Squadra 2              |
| ------------------ | ----------- | ---------------------- |
| 27.08.1982         |             |                        |
| Hannover 96 II     | 2 - 3 (dts) | Bayer Leverkusen       |
| Kickers Offenbach  | 1 - 3 (dts) | Fortuna Düsseldorf     |
| Wattenscheid 09    | 0 - 3       | Eintracht Braunschweig |
| Fortuna Colonia    | 2 - 0       | Friburgo               |
| 28.08.1982         |             |                        |
| Bayern Hof         | 0 - 5       | Arminia Bielefeld      |
| Bochum             | 3 - 1       | Karlsruhe              |
| FSV Francoforte    | 3 - 2       | Kaiserslautern         |
| Waldhof Mannheim   | 2 - 0       | Eintracht Francoforte  |
| Colonia            | 3 - 1       | Bayer Uerdingen        |
| Duisburg           | 1 - 1 (dts) | Amburgo                |
| Schalke 04         | 1 - 0       | Hessen Kassel          |
| Rot-Weiss Essen    | 1 - 3       | Borussia Dortmund      |
| VfB Wissen         | 0 - 4       | Borussia M'gladbach    |
| Germania Walsrode  | 0 - 3       | Norimberga             |
| Hertha Zehlendorf  | 2 - 4 (dts) | Hertha Berlino         |
| Offenburger        | 1 - 4       | Werder Brema           |
| ASV Bergedorf 85   | 1 - 5 (dts) | Bayern Monaco          |
| Bayreuth           | 3 - 1       | Fürth                  |
| FC Ensdorf         | 1 - 3       | Union Solingen         |
| Ulma               | 3 - 1       | Schloss Neuhaus        |
| Arminia Hannover   | 0 - 2 (dts) | Eintracht Treviri      |
| Freiburger         | 1 - 1 (dts) | Rot-Weiss Lüdenscheid  |
| Bayern Monaco II   | 5 - 3 (dts) | Werder Brema II        |
| Wormatia Worms     | 3 - 1 (dts) | Alemannia Aquisgrana   |
| Osnabrück          | 0 - 2       | Stoccarda              |
| Stoccarda II       | 1 - 5 (dts) | Kickers Stoccarda      |
| 29.08.1982         |             |                        |
| Hannover 96        | 0 - 4       | Darmstadt              |
| Bayer Uerdingen II | 0 - 3       | Baunatal               |
| SVO Germaringen    | 1 - 2       | Hammer SpVg            |
| Colonia II         | 1 - 3       | Magonza                |
| Heider SV 20px     | 1 - 1 (dts) | Monaco 1860            |
| Sandhausen         | 1 - 3       | RW Oberhausen          |

### Ripetizioni
| Squadra 1             | Risultato | Squadra 2      |
| --------------------- | --------- | -------------- |
| 07.09.1982            |           |                |
| Monaco 1860           | 2 - 1     | 20px Heider SV |
| 08.09.1982            |           |                |
| Rot-Weiss Lüdenscheid | 2 - 1     | Freiburger     |
| 05.10.1982            |           |                |
| Amburgo               | 5 - 0     | Duisburg       |

## Secondo turno
| Squadra 1              | Risultato   | Squadra 2           |
| ---------------------- | ----------- | ------------------- |
| 15.10.1982             |             |                     |
| Rot-Weiss Lüdenscheid  | 1 - 3       | Darmstadt           |
| 16.10.1982             |             |                     |
| Wormatia Worms         | 2 - 0       | Baunatal            |
| Magonza                | 3 - 6 (dts) | Schalke 04          |
| Hammer SpVg            | 1 - 1 (dts) | Bochum              |
| Waldhof Mannheim       | 2 - 0       | FSV Francoforte     |
| Ulma                   | 0 - 0 (dts) | Fortuna Colonia     |
| Eintracht Treviri      | 1 - 2       | Kickers Stoccarda   |
| Monaco 1860            | 1 - 0       | Bayern Monaco II    |
| Colonia                | 3 - 1       | Bayer Leverkusen    |
| Fortuna Düsseldorf     | 0 - 2       | Stoccarda           |
| Arminia Bielefeld      | 2 - 0       | Norimberga          |
| Eintracht Braunschweig | 2 - 0       | Bayern Monaco       |
| Amburgo                | 3 - 2       | Werder Brema        |
| Union Solingen         | 0 - 2       | Borussia M'gladbach |
| Bayreuth               | 0 - 1       | Hertha Berlino      |
| RW Oberhausen          | 0 - 1       | Borussia Dortmund   |

### Ripetizioni
| Squadra 1       | Risultato | Squadra 2   |
| --------------- | --------- | ----------- |
| 26.10.1982      |           |             |
| Bochum          | 6 - 1     | Hammer SpVg |
| 09.11.1982      |           |             |
| Fortuna Colonia | 3 - 0     | Ulma        |

## Ottavi di finale
| Squadra 1              | Risultato   | Squadra 2         |
| ---------------------- | ----------- | ----------------- |
| 14.12.1982             |             |                   |
| Eintracht Braunschweig | 1 - 2       | Fortuna Colonia   |
| 15.12.1982             |             |                   |
| Borussia Dortmund      | 4 - 2       | Darmstadt         |
| Borussia M'gladbach    | 1 - 0       | Waldhof Mannheim  |
| 17.12.1982             |             |                   |
| Hertha Berlino         | 2 - 1       | Amburgo           |
| 18.12.1982             |             |                   |
| Wormatia Worms         | 0 - 4       | Stoccarda         |
| Monaco 1860            | 1 - 3       | Bochum            |
| Schalke 04             | 2 - 2 (dts) | Arminia Bielefeld |
| Colonia                | 5 - 1       | Kickers Stoccarda |

### Ripetizione
| Squadra 1         | Risultato | Squadra 2  |
| ----------------- | --------- | ---------- |
| 25.01.1983        |           |            |
| Arminia Bielefeld | 0 - 1     | Schalke 04 |

## Quarti di finale
| Squadra 1           | Risultato   | Squadra 2       |
| ------------------- | ----------- | --------------- |
| 12.02.1983          |             |                 |
| Borussia M'gladbach | 2 - 2 (dts) | Fortuna Colonia |
| 01.03.1983          |             |                 |
| Stoccarda           | 2 - 0       | Hertha Berlino  |
| Colonia             | 5 - 0       | Schalke 04      |
| 08.03.1983          |             |                 |
| Borussia Dortmund   | 3 - 1 (dts) | Bochum          |

### Ripetizione
| Squadra 1       | Risultato | Squadra 2           |
| --------------- | --------- | ------------------- |
| 08.03.1983      |           |                     |
| Fortuna Colonia | 2 - 1     | Borussia M'gladbach |

## Semifinali
| Squadra 1       | Risultato   | Squadra 2         |
| --------------- | ----------- | ----------------- |
| 02.04.1983      |             |                   |
| Colonia         | 3 - 2 (dts) | Stoccarda         |
| 04.04.1983      |             |                   |
| Fortuna Colonia | 5 - 0       | Borussia Dortmund |

## Finale
| Squadra 1  | Risultato | Squadra 2       |
| ---------- | --------- | --------------- |
| 11.06.1983 |           |                 |
| Colonia    | 1 - 0     | Fortuna Colonia |

| Arbitro: | Walter Engel (Reimsbach) |

|                |           |  |
| Littbarski 68’ | Marcatori |  |

| 1. FC KÖLN 01/07: |   |                    |  |     |
|                   |   |                    |  |     |
| GK                | 1 | Harald Schumacher  |  |     |
| DF                |   | Gerhard Strack (c) |  |     |
| DF                |   | Dieter Prestin     |  |     |
| DF                |   | Paul Steiner       |  |     |
| DF                |   | Herbert Zimmermann |  |     |
| MF                |   | Harald Konopka     |  | 81’ |
| MF                |   | Herbert Neumann    |  |     |
| MF                |   | Stefan Engels      |  |     |
| FW                |   | Pierre Littbarski  |  |     |
| FW                |   | Klaus Fischer      |  |     |
| FW                |   | Klaus Allofs       |  | 90’ |
| sostituzioni:     |   |                    |  |     |
| DF                |   | Holger Willmer     |  | 81’ |
| FW                |   | Frank Hartmann     |  | 90’ |
| Allenatore:       |   |                    |  |     |
| Rinus Michels     |   |                    |  |     |

| SC FORTUNA KÖLN: |   |                        |  |     |
|                  |   |                        |  |     |
| GK               | 1 | Bernd Helmschrot       |  |     |
| DF               |   | Michael Kuntze         |  |     |
| DF               |   | Florian Hinterberger   |  |     |
| DF               |   | Dieter Finkler (c)     |  |     |
| DF               |   | Jürgen Baier           |  |     |
| MF               |   | Hermann-Josef Werres   |  | 71’ |
| MF               |   | Hans-Jürgen Gede       |  |     |
| MF               |   | Hannes Linßen          |  |     |
| FW               |   | Bernd Grabosch         |  |     |
| FW               |   | Dieter Schatzschneider |  |     |
| FW               |   | Dieter Lemke           |  |     |
| sostituzioni:    |   |                        |  |     |
| MF               |   | Robert Hanschitz       |  | 71’ |
| Allenatore:      |   |                        |  |     |
| Martin Luppen    |   |                        |  |     |

|  |